# Abu Talul
Abu Talul (arabul: أبو تلول; Abu Talúl; héberül: אבו תלול) beduin település Dél-Izraelben, a Negev-sivatagban. Körülbelül tíz kilométerre keletre fekszik Beér-Sevától és a 25-ös autópályától délre, és a Neve Midbar Regionális Tanács fennhatósága alá tartozik. 2021-ben 2330 lakosa volt.

## Fordítás
Ez a szócikk részben vagy egészben  az   Abu Talul című angol Wikipédia-szócikk ezen változatának fordításán alapul.  Az eredeti cikk szerkesztőit annak laptörténete sorolja fel. Ez a jelzés csupán a megfogalmazás eredetét és a szerzői jogokat jelzi, nem szolgál a cikkben szereplő információk forrásmegjelöléseként.